# 段文炳
段文炳（？年—？年），字伯寅，號青雪，江西吉安府吉水县人。明末政治人物。

## 生平
弱冠有文名，师事泗山先生邹德溥。崇祯三年（1630年）庚午科江西乡试第一百名舉人，崇祯七年（1634年）甲戌科會試第一百六十五名，三甲一百六名进士，禮部观政，本年十月授山东汶上县知县，十年拾遺，以疾卒于官。

## 家族
曾祖段宗；祖段高；父段充。